# Галаган Іван Григорович
Галаган Іван Григорович (1740 або 1739 — 1789) — прилуцький полковник (25 серпня 1763 — 1767).  

## Життєпис
В юні літа Іван Галаган служив в козацькому війську, де здобув чин бунчукового товариша (1763), а відтак «за дорученням» батька очолив Прилуцький полк. У 1780 рр. служив повітовим суддею в Прилуках. У Сокиринцях Іван Григорович побудував новий двоповерховий дерев'яний будинок на кам'яному фундаменті.
Одружився Іван Григорович в 1754 році на чотирнадцятирічній дочці київського полковника, племінниці гетьмана Кирила Розумовського Катерині Юхимівні Дараган, яка згодом отримала від батька і братів у спадок величезні багатства, однак шлюб цей був нещасливим, — вже маючи трьох дітей, подружжя роз'їхалося. Ґалаґан хотів навіть офіційно розлучитися, однак дружина розлучення не дала. Іван Григорович часто хворів, жив тихо.
Помер в 1789 році, залишивши синові Григорію 6000 душ кріпаків.
Його дружина після розриву купила невеличкий маєток в Івківцях під Прилуками і прожила там багато років. В цей час померли два її брата і їй з сестрою (княгиня Хованська) дісталися великі і багаті маєтки на Полтавщині і Чернігівщині (Лемеші, Михайлівка, Мостище, Рудьківка, Данівка, Покорщина). Катерина Юхимівна з дітьми переїхала в Покорщину під Козельцем і зажила на широку ногу, оточивши себе слугами і безліччю декоративних собачок. Розмовляла тільки на «малоросійському діалекті». Померла вона у 83 роки в 1823 році і похована в Георгіївському монастирі у Данівці поблизу Козельця. Іван Григорович Ґалаґан помер в 1789 році, поховали його біля «домової» церкви у Сокиринському саду.

## Сім'я
- Дружина — Катерина Юхимівна Дараган, донька полковника Юхима Дарагана, племінниця гетьмана Кирила Розумовського.
- Син — Григорій (1768—1803), навчався у Лейпцигу. Поселився у Сокиринцях, одружився з дочкою Милорадовича Іриною Антонівною. Побудував кам'яну церкву у Сокиринцях.
- Доньки — Віра і Уляна, вийшли заміж за сербів Федора Чорбу і Івана Стоянова.

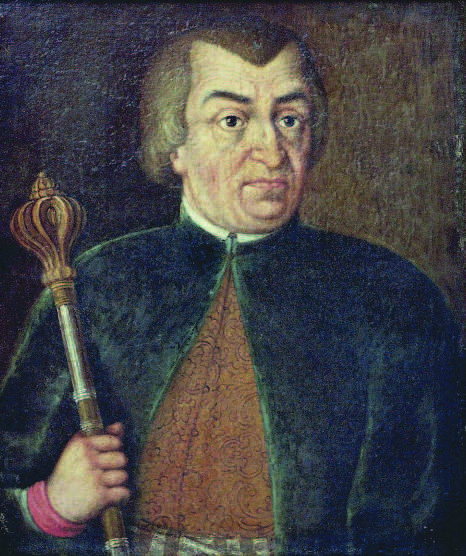
Батько, Григорій Гнатович початок 1760-х років, автор невідомий
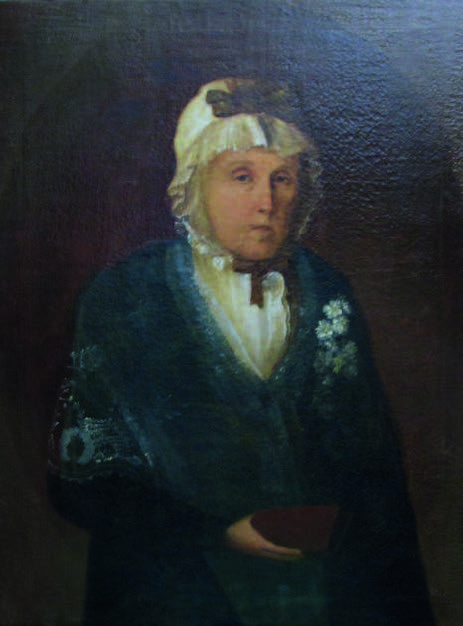
Дружина, Катерина Юхимівна кінець XVIII століття, автор невідомий
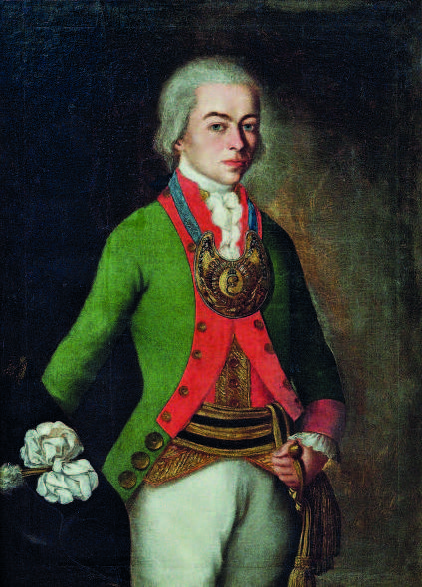
Син, Григорій Іванович початок 1790-х років, автор невідомий
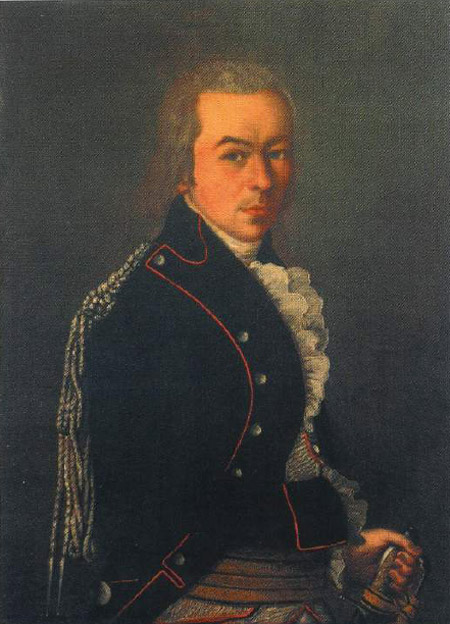
Григорій Іванович 1795 або 1796 рік, автор невідомий
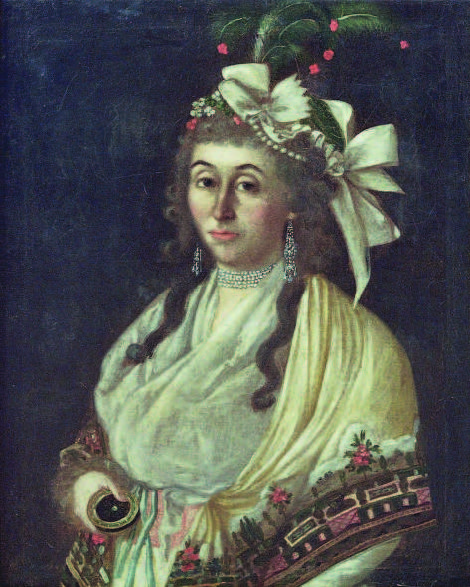
Невістка, Ірина Милорадович, дружина Григорія Івановича початок 1790-х років, автор кріпак Федір Землюков